# JustaTee
Nguyễn Thanh Tuấn (sinh ngày 1 tháng 11 năm 1990), thường được biết đến với nghệ danh JustaTee (trước đó là JayTee), là một nam ca sĩ kiêm nhạc sĩ sáng tác bài hát, rapper và nhà sản xuất thu âm người Việt Nam. Anh là nghệ sĩ tiên phong theo đuổi R&B và góp phần phổ biến thể loại âm nhạc này sau khi du nhập vào Việt Nam bằng những sáng tác của anh. Âm nhạc của anh được đánh giá cao với những giai điệu mới mẻ, lời bài hát giản dị, gần gũi và có sức ảnh hưởng.
Năm 2004, JustaTee bắt đầu sự nghiệp hip hop và khi đó vẫn còn sử dụng nghệ danh JayTee. Anh từng là thành viên của nhóm Click Click Boom, trước khi từ bỏ theo đuổi rap và tập trung vào thể loại R&B vào năm 2008. Năm 2010, JustaTee hợp tác với Lil' Knight (LK) để thành lập nhóm LadyKillah và phát hành những ca khúc tiêu biểu như "Người lạ nơi cuối con đường" và "Imma Heartbreaker", cùng với mini album đầu tay Just-a-Tee. Năm 2011, JustaTee là một trong những thành viên đầu tiên gia nhập SpaceSpeakers. Anh phát hành các ca khúc đoạt giải Zing Music Awards như "Ngọn nến trước gió", "Forever Alone" và "Bâng khuâng".
Từ năm 2014, JustaTee ít hoạt động âm nhạc, tập trung kinh doanh nhà hàng và chuyển hoạt động sang miền Nam. Anh cùng BigDaddy tham dự Hòa âm Ánh sáng mùa thứ hai vào năm 2016. Đến năm 2017, JustaTee quay trở lại đường đua âm nhạc và ra mắt các bản hit "Đã lỡ yêu em nhiều", "Thằng điên", "Vì yêu cứ đâm đầu" và "Đi về nhà", giúp anh nhận về nhiều đề cử và giải thưởng âm nhạc tại Zing Music Awards, Làn Sóng Xanh và Cống hiến. Từ năm 2020, JustaTee trở thành giám khảo trong bốn mùa chương trình giành giải Cống hiến Rap Việt. Anh đảm nhận vai trò giám đốc âm nhạc cho các chương trình truyền hình thực tế Anh trai "say hi" (2024) và Em xinh "say hi" (2025).

## Cuộc đời và sự nghiệp

### Xuất thân
JustaTee tên thật là Nguyễn Thanh Tuấn, sinh ngày 1 tháng 11 năm 1990 tại Hà Nội. Anh xuất thân trong một đại gia đình gồm có bố mẹ không theo nghệ thuật, anh chị và họ hàng.:5:54 Thanh Tuấn cho biết bố mẹ từng ngăn cản anh theo đuổi nghệ thuật vì anh quá đam mê khi học trung học phổ thông, sợ rằng sẽ ảnh hưởng đến việc học của anh. Sau này, khi anh đã định hướng tốt với đam mê của mình thì thuyết phục được bố mẹ anh tin tưởng và ủng hộ. Khi còn sống cùng bố mẹ tại một căn hộ chung cư ở Hà Nội, Thanh Tuấn tận dụng phòng ngủ tại gia để kết hợp làm phòng thu âm kiêm phòng làm việc. Trang bị từ phòng thu đều được anh mua bằng việc tích cóp sau những lần đi diễn. Thanh Tuấn từng thi đỗ vào trường Đại học Công nghệ, Đại học Quốc gia Hà Nội. Trong Rap Việt mùa đầu tiên, anh tiết lộ rằng mình đã ngừng học để tập trung vào niềm đam mê âm nhạc.

### 2004–2010: Khởi nghiệp, LadyKillah, mini album đầu tay
Thanh Tuấn theo đuổi dòng nhạc rap từ khi còn đi học vào năm 2004, lấy nghệ danh là JayTee, và thường chọn những nhạc nền sẵn có trên Internet để thể hiện.:5:17 Năm 2005, JayTee trở thành thành viên của Click Click Boom, nhóm nhạc rap đa thành viên đa thể loại đầu tiên tại Việt Nam, và sau đó tan rã vào năm 2008 do mỗi người vướng bận công việc cá nhân.:5:28 "Vô vọng" hợp tác với nữ ca sĩ Emily là bản rap đầu tiên đưa JayTee đến gần hơn với người thưởng thức, mà về sau anh đánh giá là "kinh khủng".:9:09 Anh từ bỏ thể loại rap sau khi phát hiện chất giọng bản thân có sự hạn chế vì không được "chiến" và "đủ gai góc". JayTee trở nên yêu thích và chuyển sang theo đuổi thể loại R&B, mà anh cho là "người anh em ruột thịt" với rap và "rap rất hay kết hợp với R&B".:6:01
Năm 2009, "Tik Tak" là bài hát R&B đầu tiên mà JayTee phát hành.:3:23 Đây là cơ duyên đưa anh đến gặp gỡ và hợp tác cùng nam rapper Lil' Knight (LK). LK là người mà anh cảm thấy phù hợp và ăn ý với nhau xuyên suốt quá trình sáng tác bài hát.:6:19 Cũng trong năm 2009, JayTee phát hành "Luv U Hater" (cùng các nam rapper Andree Right Hand, Lil' BK và BigDaddy) và tiên phong thể hiện điệp khúc bản diss này bằng kỹ thuật melodic rap. Anh từng làm việc tại phòng thu M4Me cùng các nam rapper Rhymastic và Young Uno. Ngày 3 tháng 3 năm 2010,:6:50 JayTee cùng với LK sáng lập nên nhóm LadyKillah dưới sự điều hành của nam rapper Mr. J (Jan Saker). Họ còn cùng nhau thành lập một website R&B/Hip hop hoạt động lớn mạnh tại Việt Nam. Bài hát "Không tin một sớm mai bình yên" (hợp tác với LK) góp phần đưa JayTee đến với khán giả đại chúng. Từ đó, anh tiếp tục phát hành các ca khúc đạt vị trí cao trên các bảng xếp hạng âm nhạc Việt Nam trong năm 2010 như "Người lạ nơi cuối con đường" (hợp tác với LK) và "Imma Heartbreaker" (hợp tác với Emily và LK).
JayTee hợp tác với LK và nam rapper Eddy Việt để phát hành "K (Part 2)", và cùng Andree Right Hand phát hành "Wrong Bitch". Ngày 20 tháng 8 năm 2010, anh đổi nghệ danh sang JustaTee, cái tên bắt nguồn từ một bài hát mà anh thích. Anh bảo rằng, "Ngày xưa khi là rapper, tôi để tên là JayTee [...] Tôi quyết định đổi tên để chuyển sang hát R&B, và đồng thời đổi nghệ danh nhằm đánh dấu chặng đường mới của mình." Cùng ngày, JustaTee cho ra mắt mini album đầu tay Just-a-Tee,:11:02 một sản phẩm của anh hợp tác cùng học viện âm nhạc M4Me, gồm có 5 bài hát: "Where's Mah Name" (hợp tác với nam rapper Bueno và nam ca sĩ Mr. A), "Excuse Me" (hợp tác với nam rapper Cá Chép), "Look at Met" (hợp tác với nữ ca sĩ P.A và Eddy Việt), "Imma Heartbreaker" và "Play Girl" (hợp tác với LK).

### 2011–2016: SpaceSpeakers, giải thưởng đầu tiên, quyết định Nam tiến

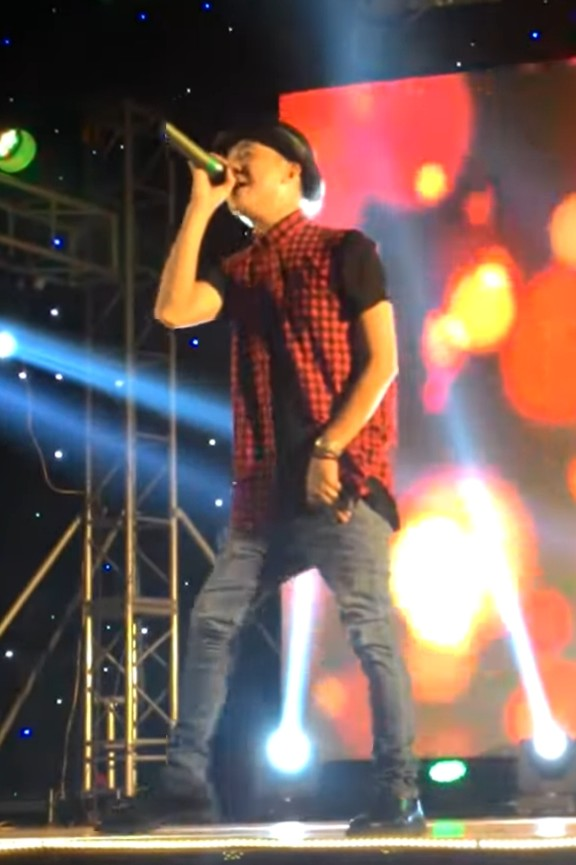
JustaTee biểu diễn tại Học viện Báo chí và Tuyên truyền (2014).

Ngày 31 tháng 10 năm 2011, SpaceSpeakers được thành lập và JustaTee trở thành những gương mặt đầu tiên của nhóm. Trong năm này, anh phát hành các ca khúc như "Hoa sữa" (hợp tác với Mr. A, nhà sản xuất âm nhạc Touliver và nữ ca sĩ Kimmese), "Xin anh đừng" (hợp tác với Emily và LK) và "Lonely Star" (hợp tác với LK và P.A.). Năm 2012, JustaTee lần lượt phát hành "She Neva Knows", "Real Love" (hợp tác với Kimmese), "Vụt tan" (hợp tác với nam ca sĩ Soobin Hoàng Sơn) và "Người nào đó". Anh góp giọng trong "Tình cờ" (của Emily hợp tác với LK), "Bật khóc" (của nhóm nhạc nữ B. Sily) và "Ngọn nến trước gió" (của LK hợp tác với Andree Right Hand và Emily). Trong đó, "Ngọn nến trước gió" nhanh chóng vươn lên dẫn đầu bảng xếp hạng âm nhạc Zing MP3 và giúp anh nhận giải Ca khúc rap của năm tại Zing Music Awards 2012. Cuối năm 2012, anh tham gia biểu diễn tại lễ hội hip hop Underground Revolution.
Vừa sang năm 2013, "Thời gian sẽ trả lời" của nữ ca sĩ kiêm nhà sản xuất thu âm Tiên Cookie được phát hành, trong đó có sự góp giọng hợp tác từ JustaTee và BigDaddy. Sau đó, JustaTee ra mắt ca khúc "Forever Alone". Là một bản R&B viết về một anh chàng theo đuổi chủ nghĩa độc thân, bài hát nhanh chóng lan truyền và trở thành một hit của JustaTee. "Forever Alone" đem về cho anh giải Ca khúc của năm và Ca khúc R&B/Soul tại Zing Music Awards 2013. Giữa năm 2013, JustaTee bắt đầu gặp gỡ và hẹn hò với Trâm Anh, một hot girl tại Việt Nam. Anh tiếp tục phát hành "Lời nói dối chân thật" (hợp tác với Kimmese), "Cuộc gọi cuối (Last Call)" và "Crying Over You" (hợp tác với nam rapper Binz).
JustaTee trở nên ít hoạt động hơn ở thị trường âm nhạc Việt Nam trong giai đoạn 2014–2017. Năm 2014, anh quyết định từ giã nơi hoạt động tại Hà Nội để Nam tiến đến thành phố Hồ Chí Minh, với mong muốn "chuẩn bị một nền tảng vững chắc".:6:22 Anh tiết lộ mình từng kinh doanh nhà hàng và quán cà phê trong giai đoạn đó để trang trải chi phí. Không bao lâu sau, anh trở lại Hà Nội vì cảm thấy cuộc sống ở thành phố Hồ Chí Minh rất khó khăn. Trong năm này, JustaTee phát hành đĩa đơn "Bâng khuâng", bài hát mà đã giúp anh giành giải Ca khúc R&B/Soul được yêu thích tại Zing Music Awards 2014, và kết hợp với nam ca sĩ Trịnh Thăng Bình trong chương trình hòa nhạc Tôi tỏa sáng trên kênh VTV9. Năm 2015, JustaTee góp giọng trong "Shine Your Light" của nữ ca sĩ Min từ công ty St.319 Entertainment, hợp tác với BigDaddy trong "2AM", với nữ ca sĩ Tóc Tiên và BigDaddy trong "The Beat of Celebration".
Năm 2016, JustaTee tiếp tục Nam tiến để cùng BigDaddy góp mặt trong chương trình Hòa âm Ánh sáng mùa hai với vai trò thí sinh. Đến liveshow thứ năm vào tháng 2 năm 2016, họ thể hiện bài hát hoàn toàn mới "Về nhà ăn Tết" trong chương trình và sau đó phát hành ca khúc này trên các nền tảng trực tuyến. Tuy nhiên ở liveshow thứ bảy, bộ đôi JustaTee và BigDaddy trở thành đội dừng bước khỏi chương trình. JustaTee coi đó là lần Nam tiến thất bại thứ hai với lý do "không trụ được" rằng không có tài chính thì anh không thể theo đuổi âm nhạc. "Dù anh có đứng lại" của JustaTee và BigDaddy, một ca khúc trong Hòa âm Ánh sáng, được phát hành trên nền tảng nhạc số. Cuối năm 2016, anh phát hành "Cơn mưa cuối" hợp tác với Binz. Một năm rưỡi kể từ khi khai trương nhà hàng, anh thu về 200 triệu đồng và quyết định Nam tiến lần thứ ba.

### 2017–2020: Những đĩa đơn thành công vàRap Việt

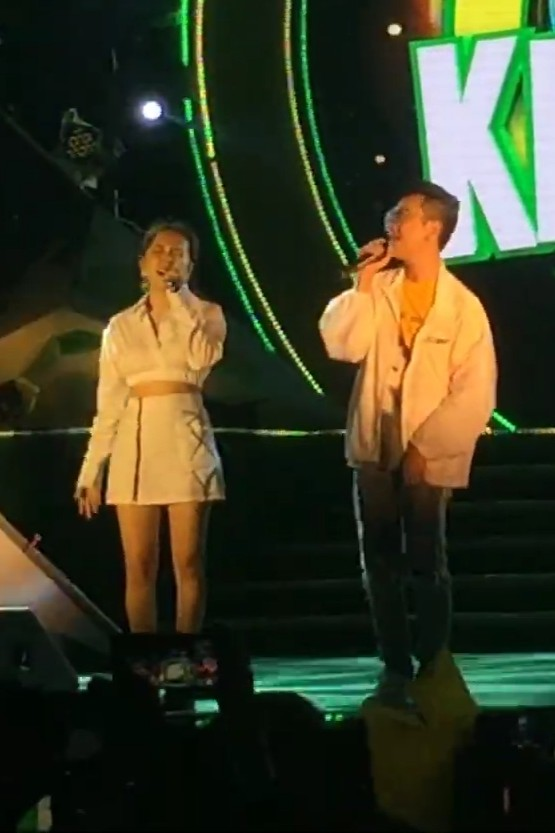
JustaTee và Phương Ly biểu diễn tại trường Đại học Xây dựng Hà Nội (2019). Họ được truyền thông gọi là một "cặp bài trùng" nhờ những bản hit hợp tác.

Ngày 28 tháng 10 năm 2017, JustaTee góp giọng trong "Mặt trời của em" của nữ ca sĩ Phương Ly. Hơn hai tuần sau, anh phát hành "Đã lỡ yêu em nhiều". Cả hai bài hát nhanh chóng lan truyền, được đón nhận nhiệt tình và trở thành các hit của JustaTee. Năm 2018, anh góp giọng trong "Đố em biết anh đang nghĩ gì" của nam rapper Đen hợp tác với Biên. JustaTee hợp tác với Phương Ly phát hành "Thằng điên". Là một ca khúc pop pha trộn với R&B và một chút hip hop do anh cùng nam streamer kiêm nhạc sĩ ViruSs đồng sáng tác, "Thằng điên" trở thành một làn gió mới khi làm khuynh đảo làng âm nhạc Việt Nam trước sự bão hòa của thể loại ballad.
Tại giải thưởng Zing Music Awards năm 2018, JustaTee được đề cử Nghệ sĩ của năm và Sự kết hợp được yêu thích (cùng Phương Ly). "Đã lỡ yêu em nhiều" được đề cử Ca khúc R&B/Soul được yêu thích. "Thằng điên" thắng giải Ca khúc R&B/Soul được yêu thích và được đề cử Music Video của năm. Tại giải thưởng Làn Sóng Xanh 2018, "Đã lỡ yêu em nhiều" đoạt giải Top 10 ca khúc được yêu thích nhất, "Thằng điên" được đề cử MV của năm, JustaTee cùng Phương Ly và ViruSs được đề cử cho Sự kết hợp xuất sắc. JustaTee được hai đề cử ở hạng mục Nghệ sĩ mới của năm và Video âm nhạc của năm ("Thằng điên") tại giải thưởng Âm nhạc Cống hiến lần thứ 14.
Đầu năm 2019, JustaTee phụ trách sản xuất "Anh là ai" cho Phương Ly. Sau đó, anh phát hành "Hết mana" hợp tác cùng BigDaddy và nam rapper Bình Gold, đồng thời cũng hợp tác với nữ ca sĩ người Hàn Quốc Hyomin của T-ara trong "Cabinet". Anh phát hành "Lus" và kết hợp với Min và Đen trong bài hát xu hướng "Vì yêu cứ đâm đầu". JustaTee được đề cử ở hạng mục Sự kết hợp xuất sắc (với Min và Đen) tại giải thưởng Làn Sóng Xanh 2019. Năm 2020, JustaTee kết hợp cùng nữ ca sĩ Hoàng Thùy Linh và Đen để phát hành "Làm gì phải hốt". Anh và Phương Ly phát hành ca khúc "Ta là" hợp tác với nhóm nhạc điện tử người Anh Clean Bandit nằm trong dự án âm nhạc Tuborg Open 2019. Sau đó, JustaTee cùng nữ ca sĩ Tiên Tiên ra mắt ca khúc "Cần gì hơn".
Tháng 8 năm 2020, JustaTee tham gia chuỗi chương trình truyền hình âm nhạc Rap Việt với tư cách là giám khảo cùng với Rhymastic trong mùa đầu tiên, phát sóng hàng tuần trên HTV2 (Vie Channel) và trên ứng dụng truyền phát video trực tuyến VieON. Mở đầu chương trình, JustaTee kết hợp với Rhymastic, Binz, nữ rapper Suboi, hai nam rapper Karik và Wowy trong "Đây là Rap Việt". Anh bắt cặp với nam rapper thí sinh MCK trong "Dân chơi xóm". Rap Việt đoạt giải Chuỗi chương trình của năm tại giải thưởng Âm nhạc Cống hiến lần thứ 16, TV Show của năm tại WeChoice Awards 2020 và được đề cử giải Mai Vàng năm 2020 cho Chương trình truyền hình.
Cuối năm 2020, JustaTee phát hành "Birthday thọt" hợp tác cùng MCK và nữ rapper Tlinh (thí sinh trong Rap Việt), và góp giọng trong "Mlem mlem" của Min cùng với nam rapper Yuno Bigboi (cũng là thí sinh Rap Việt). Anh tiếp tục góp giọng trong "Đi về nhà" của Đen. Bài hát này giúp cả hai nhận giải MV của năm tại giải thưởng Âm nhạc Cống hiến lần thứ 16, 3 giải tại giải thưởng Làn Sóng Xanh 2021 bao gồm Top 10 ca khúc được yêu thích, Sự kết hợp xuất sắc và Ca khúc được yêu thích trên radio.

### 2021–nay: Tiếp tục vớiRap Việtvà trở thành giám đốc âm nhạc
Năm 2021, JustaTee phát hành các bài hát quảng cáo cho những thương hiệu, bao gồm "Điều nhỏ bé thần kỳ", hai ca khúc "Ngọt", "Ta còn đây" (đều hợp tác với Rhymastic) và "Dân chơi sớm". Tháng 4 năm 2021, anh góp mặt trong đêm đại nhạc hội Rap Việt All-Star, với hơn 50 tiết mục biểu diễn và khoảng 10.000 khán giả đến tham dự. JustaTee tiếp tục trở lại với Rap Việt trong mùa thứ hai ở vai trò giám khảo cùng LK. Anh mở màn bài hát chủ đề chương trình mới cùng với Rhymastic, LK, Binz, Karik và Wowy. Trong chung kết, JustaTee bắt cặp với nam rapper thí sinh Hoàng Anh trong bài "Úi xời".
Đầu năm 2022, JustaTee phát hành hai ca khúc "O-đờ-hỏi-đỏ" và "Em không lẻ loi" không lâu sau với video âm nhạc mang thông điệp nhân văn về trẻ em. Anh tham gia Mẹ vắng nhà, ba là siêu nhân cùng con gái Cici và con trai Mino. JustaTee là cố vấn âm nhạc cho "Thích thích" của Phương Ly, đồng thời góp vai trong video âm nhạc của bài hát. Ngày 15 tháng 11 năm 2022, SpaceSpeakers phát hành album Kosmik đánh dấu chặng đường 11 năm hoạt động và phát triển của nhóm, trong đó JustaTee cho ra mắt ca khúc "Forget About Her" hợp tác với Touliver và góp giọng trong ca khúc "A Veil of Mist" cùng với Binz, Rhymastic và Soobin Hoàng Sơn. Trước đó vào ngày 12 tháng 11 năm 2022, anh tham gia biểu diễn tại Kosmik Live Concert bao gồm hơn 50 tiết mục của anh, 10 nghệ sĩ SpaceSpeakers còn lại và các khách mời. Buổi biểu diễn đã bị xử phạt hành chính 110 triệu đồng vì những phần trình diễn nhạy cảm.
Năm 2023, JustaTee phát hành đĩa đơn "Ez Papa". Anh tiếp tục trở lại Rap Việt trong mùa thứ ba ở vai trò giám khảo cùng Suboi và Karik, đồng thời trở thành giám đốc âm nhạc của chương trình thay cho SpaceSpeakers. JustaTee mở màn chương trình bằng bài "We Go Hard" cùng Suboi, Karik, BigDaddy, Andree Right Hand và hai nam rapper Thái VG và B Ray. Nam rapper Double2T là thí sinh được anh giải cứu, đồng thời là người hợp tác cùng anh trong "Tay-Lai Pr0" ở chung kết và sau đó giành giải Quán quân của Rap Việt mùa này. Ngày 7 tháng 10 năm 2023, JustaTee trở thành giám đốc âm nhạc của Rap Việt All-Star 2023 và biểu diễn trong buổi hòa nhạc trên. Rap Việt All-Star 2023 kéo dài 4 tiếng, quy tụ 200 nghệ sĩ với hơn 40 tiết mục và 10.000 khán giả. Tháng 11 năm 2023, anh được Facebook vinh danh là Người sáng tạo nội dung tiêu biểu của ngày hôm nay tại Hội thảo Bản quyền âm nhạc VCPMC.
Năm 2024, JustaTee hợp tác với BigDaddy cùng với Double2T phát hành "Về nhà ăn Tết 2". Anh trở thành giám đốc âm nhạc của chương trình Anh trai "say hi" phát sóng hàng tuần trên HTV2 (Vie Channel). JustaTee cho biết qua chương trình này, không chỉ các thí sinh sẽ trải qua quá trình nâng cấp bản thân, mà bản thân anh cũng sẽ nâng cấp chính mình trong một chặng hành trình mới. Anh trai "say hi" nhận được sự đón nhận nhiệt tình, với nhiều bài hát oanh tạc trên các bảng xếp hạng âm nhạc. Chuyến lưu diễn của chương trình thu hút 130.000 khán giả tính trên tổng 4 đêm diễn. Cùng thời gian đó, JustaTee tiếp tục trở lại với Rap Việt trong mùa thứ tư ở vai trò vừa là giám khảo vừa là giám đốc âm nhạc. Anh mở đầu chương trình bằng "No Limit" hợp tác với Thái VG, Karik, Suboi, BigDaddy và B Ray. Chung kết, JustaTee kết hợp với nam rapper thí sinh CoolKid trong "Cu con". Cuối năm 2024, JustaTee xác nhận làm giám đốc âm nhạc của WeChoice Awards 2024, cũng như chịu trách nhiệm sản xuất và phát hành album chủ đề của lễ trao giải gồm sáu ca khúc khác nhau. Trong album, anh phát hành ca khúc "Giàu nhất khu phù hoa" hợp tác với các nam rapper Wxrdie, Gill, Dangrangto và Robber. Anh được xác nhận trở thành giám đốc âm nhạc cho chương trình Em xinh "say hi".

## Phong cách nghệ thuật

### Ảnh hưởng và thể loại
JustaTee chịu ảnh hưởng từ những bài hát đến từ Mỹ, nơi cội nguồn của thể loại âm nhạc R&B. Anh tự bạch rằng bản thân có sở thích tải xuống và thưởng thức nhiều bài hát Mỹ, chỉ để nghiền ngẫm cách những nghệ sĩ ấy sáng tác nên ca khúc của họ. JustaTee đặc biệt hâm mộ các nghệ sĩ như Michael Jackson và Usher. Họ là những người mà anh đã học hỏi được rất nhiều điều thông qua cách trình diễn bài hát, cách bày tỏ cảm xúc và thể hiện nét riêng. Ngoài ra, anh còn yêu thích các nghệ sĩ như Taylor Swift, Justin Timberlake, Jay-Z, Alicia Keys, Brian McKnight và R. Kelly. Ở nhạc Việt, JustaTee từng đam mê âm nhạc và giọng hát của Bằng Kiều, nhất là ca khúc "Trái tim bên lề" mà anh luôn muốn thể hiện mỗi lần đi hát karaoke. Đối với nhạc Hàn Quốc, anh ấn tượng với "Leaked Song", một bản demo của nhà sản xuất âm nhạc Brave Brothers, và nhóm nhạc Big Bang của YG Entertainment.
JustaTee là một trong những nghệ sĩ tiên phong thử nghiệm, khai thác và mang định nghĩa thực về thể loại R&B và melodic rap tại Việt Nam. Anh so sánh rằng rap khó hơn R&B về mặt sử dụng ngôn từ, chơi chữ hoặc ẩn dụ, còn về mặt biểu lộ cảm xúc của nhịp điệu bằng cao độ thì R&B mạnh hơn rap. Đây là lý do JustaTee theo đuổi nhạc R&B, vì anh muốn thể hiện nhiều cảm xúc qua từng nốt nhạc hơn. Ngay từ khi R&B du nhập về Việt Nam, anh tiến hành theo đuổi và học hỏi để tích lũy những kiến thức và quy tắc từ nốt nhạc đến khung bài nhằm sáng tác các ca khúc thuần thể loại nhạc này. Do đó, JustaTee được gọi bằng biệt danh là "chàng trai R&B", xuất phát từ những sáng tác của anh thể hiện gần như đúng chất nhạc R&B nhất khi dòng nhạc này du nhập vào Việt Nam. Ban đầu trong suốt những năm đầu tiên, âm nhạc R&B của JustaTee luôn bị đánh giá là không phù hợp với thị hiếu khi thị trường âm nhạc Việt Nam tại thời điểm đó chỉ ưa chuộng thể loại ballad và dance pop sôi động. Một thời gian sau trước sự bão hòa của thể loại ballad, những ca khúc như "Đã lỡ yêu em nhiều" và "Thằng điên" trở nên thịnh hành và tạo nên một cú nổ lớn lên thị trưởng nhạc Việt. Qua đó, JustaTee được coi là một người "đi trước thị hiếu".

### Sáng tác và sản xuất
Ở giai đoạn đầu sự nghiệp, khác biệt so với phong cách "cool ngầu" của các nghệ sĩ underground, JustaTee còn được biết đến nhờ hình tượng giản dị cùng âm nhạc vô tư nhẹ nhàng với những ca từ mộc mạc và chân thành. Sau này, phong cách đó có sức ảnh hưởng lớn đến thế hệ trẻ khi có thể dễ dàng mang lại cảm giác gây nghiện. Trong những bài hát đầu tiên do anh thể hiện, JustaTee lựa chọn hợp tác cùng những nghệ sĩ phù hợp như Kimmese, Mr. A, Emily hay Soobin theo thế mạnh của họ. JustaTee sáng tác nhạc theo nhiều phong cách và gam màu khác nhau, mục đích là làm cho các bài hát trở nên đa dạng hơn về cả phong cách lẫn cảm xúc.
Từng trong vai trò là một nghệ sĩ underground, JustaTee không chú trọng đến hình thức phòng thu. Anh bảo rằng chỉ cần những thiết bị cơ bản là đủ do các bài hát "chưa thực sự cần thiết đến mức để phát triển rộng rãi đến mức chính thống.":7:53 Tất cả quá trình phối khí và sáng tác của JustaTee khi đó đều hoàn toàn tự học mà không qua đào tạo, tuy nhiên anh vẫn đảm bảo về mặt kỹ thuật thu âm và quá trình đầu tư âm nhạc.:8:27 JustaTee chia sẻ rằng các bài hát của mình thường thêm vào những dòng tiếng Anh là do sự ảnh hưởng của nhạc nước ngoài, cùng với những đoạn lời tiếng Anh khi đưa vào bài hát lại trở nên phù hợp.:10:50
JustaTee được biết đến là một nghệ sĩ sáng tác nhạc quảng cáo có tính sáng tạo và đem lại hiện diện cao, điển hình các bài hát quảng cáo như "Về nhà ăn Tết", "Đi về nhà" và "Mlem Mlem" lần lượt trở thành hit của anh. Anh bảo rằng trong khi nhiều người cảm thấy khó chịu khi nghe nhạc quảng cáo như thể bắt buộc, "tôi muốn chứng minh cho mọi người thấy rằng nhạc quảng cáo cũng không khác gì một ca khúc bình thường." Lúc trở lại với âm nhạc vào năm 2017 và bắt đầu hợp tác quảng cáo, JustaTee tiết lộ với Forbes rằng đã phải mất từ 4 đến 5 ngày chỉ ngồi trước màn hình máy tính nghiền ngẫm giai điệu và tìm lời bài hát như một người đi dò mìn, "tự nhiên trong mớ hỗn độn đó lóe lên ý tưởng. Từ lúc đó, tôi viết như người điên, như thể đãi được viên kim cương." Anh từng ví von quá trình chuyển ngữ khi viết nhạc quảng cáo cho các nhãn hàng là một "sự tra tấn tư duy âm nhạc".
Trong giai đoạn sản xuất Rap Việt mùa ba cho đến Anh trai "say hi", JustaTee sở hữu một căn phòng sáng tác và thu âm có diện tích 20 m² ở nhà riêng tại quận 2, thành phố Hồ Chí Minh. Anh thể hiện các sáng tác và sản xuất thể loại hip hop cho đến nhiều dòng nhạc khác nhau. Đối với Anh trai "say hi", JustaTee cho rằng đó là một thử thách lớn vì phải sáng tác cật lực cho 30 thí sinh với đủ mùa sắc khác nhau. Cả hai chương trình Rap Việt cho đến Anh trai "say hi" đều đạt thành công khi lần lượt lọt top thịnh hành và thống trị độ nhận diện. Một số nghệ sĩ ở các chương trình này đều đã có chỗ đứng nhất định ở thị trường giải trí Việt Nam như Rhyder và Pháp Kiều. Tuy nhiên, Nam Trần của Tri thức nhận xét rằng JustaTee vẫn có nhược điểm trong việc tạo dựng nên màu sắc cá nhân trong các sản phẩm âm nhạc khi hoàn toàn tập trung vào độ dễ nghe, bắt tai và thu hút. Việc đổ dồn mọi công việc sáng tác cho anh trong thời gian ngắn không tránh khỏi dẫn đến các bài hát được sản xuất "non tay".

### Giọng hát
JustaTee thừa nhận rằng giọng hát là một rào cản trong việc thể hiện thể loại R&B tại Việt Nam, vì không có được chất giọng dày và âm vực rộng như các nghệ sĩ quốc tế, cũng như không thể thực hiện những kỹ thuật luyến láy tinh tế như họ. R&B yêu cầu nhiều yếu tố như hơi thở mạnh, giọng cao, chất giọng dày và khả năng xử lý linh hoạt các nốt nhạc. Đó là những khó khăn lớn đối với những người chưa qua đào tạo chuyên nghiệp như anh. Giọng hát của JustaTee đã từng bị chỉ trích là quá mỏng và không thể hát chuyên nghiệp được. Để cải thiện chất giọng, anh tập trung hơn vào giọng bè và từ đó làm dày thêm sắc độ. Về sau, giọng hát bè đó trở thành điểm đặc biệt trong thanh nhạc của JustaTee. Trong Rap Việt mùa đầu tiên, Binz nhận định rằng bất cứ phần hook bài hát nào có sự góp giọng của JustaTee đều là một sự may mắn.

## Vị thế trong văn hóa

### Hình tượng công chúng
JustaTee là một người tránh né những thị phi nhằm đánh bóng tên tuổi trong giới giải trí Việt Nam. Anh từng cho rằng điều đó "cũng chỉ là bản tin hay câu chuyện xoay quanh cuộc sống và đánh thẳng vào sự tò mò của khán giả. Nó như con dao hai lưỡi. Lạm dụng quá thì sẽ có ngày bạn tự cắt tay mình.":5:21 Sau khi tiến vào nền âm nhạc đại chúng, JustaTee cũng như bao nghệ sĩ khác từng bị cộng đồng underground chỉ trích là "mất chất". Anh đã trải qua nhiều năm bị mắc kẹt giữa hai trường phái âm nhạc underground và mainstream. Về sau, JustaTee không còn đặt nặng vấn đề hình tượng nữa. Anh chia sẻ với WeChoice rằng mặc dù anh không tự nhận là underground nhưng phong cách sống và âm nhạc của anh thì mang đậm chất underground. Sau này khi thể loại R&B trở nên thịnh hành tại Việt Nam, JustaTee được coi là một người tiên phong xóa nhòa ranh giới giữa underground và mainstream, đồng thời là nghệ sĩ truyền cảm hứng về đam mê âm nhạc cho các nghệ sĩ trẻ.

### Kinh doanh
Từ khi bắt đầu sự nghiệp, JustaTee hoạt động âm nhạc một cách vô tư và hơi hướng cảm tính của bản thân. Tuy nhiên càng về sau, anh càng nhận ra rằng nghệ thuật là lĩnh vực xa xỉ, và muốn có sản phẩm âm nhạc thì trước tiên cần phải có tài chính. Anh từng tìm kiếm tài trợ từ các nhãn hàng để có kinh phí sản xuất các video âm nhạc nhưng đều bị từ chối. Do vậy, JustaTee tập trung kinh doanh trong giai đoạn 4 năm từ 2013 đến 2017, trở nên hoạt động ít hơn ở lĩnh vực âm nhạc. Lý do không chỉ để kiếm tiền đầu tư cho sản phẩm mà cũng vì anh có tinh thần kinh doanh. Anh từng thực hiện "Đã lỡ yêu em nhiều" bằng tài chính cá nhân mà không cần phụ thuộc vào nguồn tài trợ nào, và bảo rằng "tôi sẵn sàng chi từ gấp 2 đến 3 lần số tiền mà mình bỏ ra để đầu tư vào sản phẩm." Sau thời gian này, JustaTee đến thành phố Hồ Chí Minh để cân bằng việc kinh doanh và hoạt động âm nhạc. Anh từng hợp tác cùng những người bạn để khai trương 16 cửa hàng bao gồm nhà hàng, quán cà phê và trà sữa, chẳng hạn như nhà hàng ẩm thực Thái Lan Chai Talay và cửa hàng trà sữa Aroi.
Năm 2015, anh hợp tác với thương hiệu kem Cornetto để trở thành giám khảo cho cuộc thi "Shake It Off" nhận vé đến Singapore thưởng thức chuyến lưu diễn The 1989 World Tour của Taylor Swift. JustaTee là một trong những nghệ sĩ Việt Nam tích cực tham gia sáng tác các bài hát và thực hiện video âm nhạc để quảng bá nhãn hàng. Từ lúc được nhiều khán giả biết đến hơn "Đã lỡ yêu em nhiều", anh bắt đầu hợp tác với các nhãn hàng nhiều hơn. Trong video "Về nhà ăn Tết", JustaTee quảng cáo cho điện thoại Samsung Galaxy J7 Prime. Nhiều bài hát của anh được phát hành nhằm quảng cáo cho những thương hiệu như trò chơi điện tử Liên Quân do công ty Garena phát hành, ứng dụng ngân hàng số ViettelPay, trò chơi điện tử OMG 3Q do công ty VNG phát hành, nhãn hiệu gia vị Chin-su, công ty đặt đồ ăn Hàn Quốc Baemin, nhãn hiệu nước khoáng Lavie, hãng bia Heineken N.V., thương hiệu chuyển phát nhanh J&T Express, trò chơi điện tử Rise of Kingdoms, thương hiệu sản phẩm chăm sóc trẻ em Ý Chicco.

### Hoạt động xã hội
Năm 2022, JustaTee là nghệ sĩ đầu tiên tham gia dự án Music for Your Smile Project. Qua dự án này, anh phát hành "Em không lẻ loi" như là một lời nói thay tiếng lòng của rất nhiều người trước vấn nạn bạo hành trẻ em, cũng như là lời chia sẻ cho các em nhỏ có hoàn cảnh khó khăn, đang phải vật lộn và mưu sinh. JustaTee còn kêu gọi ủng hộ và gây quỹ qua tổ chức Saigon Children's Charity CIO nhằm hỗ trợ trẻ mồ côi vì đại dịch COVID-19 tại Việt Nam.

## Đời tư
JustaTee nảy sinh tình cảm với Nguyễn Trâm Anh trong một lần tham gia sự kiện âm nhạc. Khi đó, cả anh và Trâm Anh đều tới cùng một chỗ để quay và cuộc gặp chỉ vỏn vẹn bằng hai lần chào nhau. Trâm Anh từng góp mặt trong video âm nhạc "Cuộc gọi cuối (Last Call)" của JustaTee với vai trò nữ chính. Anh lập gia đình với Trâm Anh vào cuối tháng 3 năm 2018 sau 5 năm hẹn hò. Sau khi kết hôn, vợ anh mang bầu con gái đầu lòng của hai người và hạ sinh vào tháng 10 cùng năm, có tên là Cici (Nguyễn Anh Chi). Tháng 2 năm 2021, anh có thêm một người con trai tên là Mino (Nguyễn Anh Minh). Tính đến tháng 6 năm 2023, danh mục bất động sản của JustaTee gồm có một căn nhà lớn ở Tây Hồ, Hà Nội và một căn biệt thự năm tầng ở thành phố Hồ Chí Minh.

## Danh sách đĩa nhạc
Đĩa mở rộng
- Just-a-Tee (2010)

## Danh sách chương trình truyền hình
- Rap Việt (2020–nay)
- Mẹ vắng nhà, ba là siêu nhân (2022)
- Anh trai "say hi" (2024)
- Em xinh "say hi" (2025)

## Giải thưởng và đề cử
| Năm  | Giải thưởng           | Hạng mục                             | Đề cử                                                          | Kết quả   | Chú thích |
| ---- | --------------------- | ------------------------------------ | -------------------------------------------------------------- | --------- | --------- |
| 2012 | Zing Music Awards     | Ca khúc rap của năm                  | Ngọn nến trước gió                                             | Đoạt giải | [ 34 ]    |
| 2013 | Zing Music Awards     | Ca khúc của năm                      | Forever Alone                                                  | Đoạt giải | [ 39 ]    |
| 2013 | Zing Music Awards     | Ca khúc R&B/Soul được yêu thích nhất | Forever Alone                                                  | Đoạt giải | [ 39 ]    |
| 2014 | Zing Music Awards     | Ca khúc R&B/Soul được yêu thích nhất | Bâng khuâng                                                    | Đoạt giải | [ 47 ]    |
| 2018 | Zing Music Awards     | Nghệ sĩ của năm                      | Bản thân                                                       | Đề cử     | [ 67 ]    |
| 2018 | Zing Music Awards     | Sự kết hợp được yêu thích            | Bản thân (cùng Phương Ly)                                      | Đề cử     | [ 67 ]    |
| 2018 | Zing Music Awards     | Ca khúc R&B/Soul được yêu thích      | Thằng điên                                                     | Đoạt giải | [ 67 ]    |
| 2018 | Zing Music Awards     | Music Video của năm                  | Thằng điên                                                     | Đề cử     | [ 67 ]    |
| 2018 | Làn Sóng Xanh         | Top 10 ca khúc được yêu thích nhất   | Đã lỡ yêu em nhiều                                             | Đoạt giải | [ 69 ]    |
| 2018 | Làn Sóng Xanh         | MV của năm                           | Thằng điên                                                     | Đề cử     | [ 69 ]    |
| 2018 | Làn Sóng Xanh         | Sự kết hợp xuất sắc                  | JustaTee cùng Phương Ly và ViruSs                              | Đề cử     | [ 69 ]    |
| 2018 | Wechoice Awards       | Top 10 nhân vật truyền cảm hứng      | Bản thân                                                       | Đoạt giải | [ 144 ]   |
| 2019 | Giải thưởng Cống hiến | Nghệ sĩ mới của năm                  | Bản thân                                                       | Đề cử     | [ 71 ]    |
| 2019 | Giải thưởng Cống hiến | Video âm nhạc của năm                | Thằng điên                                                     | Đề cử     | [ 71 ]    |
| 2019 | Làn Sóng Xanh         | Sự kết hợp xuất sắc                  | Bài này chill phết (với Min và Đen)                            | Đề cử     | [ 78 ]    |
| 2021 | Giải thưởng Cống hiến | MV của năm                           | Đi về nhà (Đen ft JustaTee)                                    | Đoạt giải | [ 85 ]    |
| 2021 | Làn sóng Xanh         | Sự kết hợp xuất sắc                  | Đen- JustaTee- Hứa Kim Tuyền - Xuân Ty (với ca khúc Đi về nhà) | Đoạt giải | [ 92 ]    |
| 2021 | Làn sóng Xanh         | Top 10 ca khúc được yêu thích        | Đen- JustaTee- Hứa Kim Tuyền - Xuân Ty (với ca khúc Đi về nhà) | Đoạt giải | [ 92 ]    |
| 2021 | Làn sóng Xanh         | Ca khúc được yêu thích trên radio    | Đen- JustaTee- Hứa Kim Tuyền - Xuân Ty (với ca khúc Đi về nhà) | Đoạt giải | [ 92 ]    |
| 2024 | Làn sóng Xanh         | Nhà sản xuất của năm                 | Bản thân                                                       | Đề cử     | [ 145 ]   |
| 2024 | Giải thưởng Cống hiến | Nhà sản xuất của năm                 | Bản thân                                                       | Đề cử     | [ 146 ]   |
| 2024 | Wechoice Awards       | Top 10 nhân vật truyền cảm hứng      | Bản thân                                                       | Đề cử     | [ 147 ]   |
| 2024 | Wechoice Awards       | Nghệ sĩ có hoạt động nổi bật         | Bản thân                                                       | Đề cử     | [ 147 ]   |